# فصيص قشري
الفصيص القشري (بالإنجليزية: Cortical lobule)‏ أو الفصيص الكلوي (بالإنجليزية: Renal lobule)‏ هو جزء من الفص الكلوي. يتكون من وحدة أنبوبية كلوية مجمعة حول شعاع لبي واحد، يصب في قناة جامعة واحدة. وهو مماثل تقريباً لفص المستقيم الموجود في معظم الثدييات.

## روابط خارجية
- صور نسيجية: 16003loa — نظام تعلم علم الأنسجة في جامعة بوسطن